# 黛丝鸭
黛西鸭（英語：Daisy）是唐老鸭（英語：Donald Duck）的女朋友，一个卡通形象，1940年由華特迪士尼動畫工作室所制作。
和唐老鸭一样，黛丝也是一只拟人化的白鸭，但是睫毛较长，尾部羽毛也更长，衣著女性化，偶爾會有裙裝。她常常戴有蝴蝶结，身着罩衫，脚蹬高跟鞋，化妝並經常配戴飾品。黛西雖然跟唐老鴨一樣有著暴躁的脾氣，但是她較懂得控制與收斂，同時表现得比唐老鸭更加世故一些。此外，黛西熱愛成為眾人焦點，比起好友米妮顯得更為嫵媚、女性化，同時也比較喜歡喋喋不休，偶爾也是擔任記者的工作。她是米妮最好的朋友，同時也與母牛克拉貝兒交情甚佳。

## 外部連結
- 黛絲鴨官方網站 （页面存档备份，存于）
- 黛絲鴨官方的Facebook專頁